# 郭振华 (1968年)
郭振华（1968年8月—），男，汉族，湖南桃江人，中华人民共和国政治人物，中国共产党党员。曾任全国人大常委会副秘书长，现任全国人大常委会代表工作委员会主任。